# Swiss Indoors 2003 - Qualificazioni singolare
Le qualificazioni del singolare allo Swiss Indoors 2003 sono state un torneo di tennis preliminare per accedere alla fase finale della manifestazione. I vincitori dell'ultimo turno sono entrati di diritto nel tabellone principale. In caso di ritiro di uno o più giocatori aventi diritto a questi sono subentrati i lucky loser, ossia i giocatori che hanno perso nell'ultimo turno ma che avevano una classifica più alta rispetto agli altri partecipanti che avevano comunque perso nel turno finale.
Le qualificazioni del torneo Swiss Indoors 2003 prevedevano 32 partecipanti di cui 4 sono entrati nel tabellone principale.

## Teste di serie
1. Richard Gasquet (secondo turno)
2. Olivier Mutis (primo turno)
3. Alexander Waske (secondo turno)
4. Gilles Elseneer (Qualificato)

1. Tomáš Zíb (ultimo turno)
2. Arvind Parmar (Qualificato)
3. Ivo Heuberger (ultimo turno)
4. Michaël Llodra (Qualificato)

## Qualificati
1. Michaël Llodra
2. Jean-Claude Scherrer

1. Arvind Parmar
2. Gilles Elseneer

## Tabellone

### Legenda
| - Q = Qualificato - WC = Wild card - LL = Lucky loser | - ALT = Alternate - SE = Special Exempt - PR = Protected Ranking | - w/o = Walkover - r = Ritirato - d = Squalificato |

### Sezione 1
|  | Primo turno        | Primo turno        | Primo turno        | Primo turno | Primo turno |  |  | Secondo turno | Secondo turno     | Secondo turno     | Secondo turno  | Secondo turno |   |   | Ultimo turno | Ultimo turno      | Ultimo turno | Ultimo turno | Ultimo turno |  |
|  |                    |                    |                    |             |             |  |  |               |                   |                   |                |               |   |   |              |                   |              |              |              |  |
|  | 1                  | Richard Gasquet    | Richard Gasquet    | 6           | 7           |  |  |               |                   |                   |                |               |   |   |              |                   |              |              |              |  |
|  |                    | Yves Allegro       | Yves Allegro       | 3           | 64          |  |  | 1             | Richard Gasquet   | Richard Gasquet   | 4              | 68            |   |   |              |                   |              |              |              |  |
|  | Daniele Bracciali  | Daniele Bracciali  | Daniele Bracciali  | 7           | 6           |  |  |               | Daniele Bracciali | Daniele Bracciali | 6              | 7             |   |   |              |                   |              |              |              |  |
|  | Uros Vico          | Uros Vico          | Uros Vico          | 5           | 1           |  |  |               |                   |                   |                |               |   |   |              | Daniele Bracciali | 7            | 3            | 64           |  |
|  | Ivo Klec           | Ivo Klec           | Ivo Klec           | 6           | 6           |  |  |               |                   | 8                 | Michaël Llodra | 68            | 6 | 7 |              |                   |              |              |              |  |
|  | Slobodan Mavrenski | Slobodan Mavrenski | Slobodan Mavrenski | 3           | 3           |  |  |               | Ivo Klec          | Ivo Klec          | 64             | 64            |   |   |              |                   |              |              |              |  |
|  | 8                  | Michaël Llodra     | Michaël Llodra     | 6           | 6           |  |  | 8             | Michaël Llodra    | Michaël Llodra    | 7              | 7             |   |   |              |                   |              |              |              |  |
|  |                    | Simone Vagnozzi    | Simone Vagnozzi    | 1           | 1           |  |  |               |                   |                   |                |               |   |   |              |                   |              |              |              |  |

### Sezione 2
|  | Primo turno      | Primo turno          | Primo turno      | Primo turno | Primo turno |  |  | Secondo turno        | Secondo turno        | Secondo turno        | Secondo turno | Secondo turno |   |   | Ultimo turno | Ultimo turno         | Ultimo turno | Ultimo turno | Ultimo turno |  |
|  |                  |                      |                  |             |             |  |  |                      |                      |                      |               |               |   |   |              |                      |              |              |              |  |
|  |                  | Jean-Claude Scherrer | 5                | 6           | 7           |  |  |                      |                      |                      |               |               |   |   |              |                      |              |              |              |  |
|  | 2                | Olivier Mutis        | 7                | 2           | 5           |  |  | Jean-Claude Scherrer | Jean-Claude Scherrer | Jean-Claude Scherrer | 6             | 6             |   |   |              |                      |              |              |              |  |
|  | David Prinosil   | David Prinosil       | David Prinosil   | 6           | 6           |  |  | David Prinosil       | David Prinosil       | David Prinosil       | 2             | 4             |   |   |              |                      |              |              |              |  |
|  | Matthieu Amgwerd | Matthieu Amgwerd     | Matthieu Amgwerd | 1           | 1           |  |  |                      |                      |                      |               |               |   |   |              | Jean-Claude Scherrer | 3            | 7            | 6            |  |
|  | Robin Vik        | Robin Vik            | Robin Vik        | 6           | 6           |  |  |                      |                      | 5                    | Tomáš Zíb     | 6             | 5 | 3 |              |                      |              |              |              |  |
|  | Frank Moser      | Frank Moser          | Frank Moser      | 2           | 1           |  |  |                      | Robin Vik            | Robin Vik            | 63            | 3             |   |   |              |                      |              |              |              |  |
|  | 5                | Tomáš Zíb            | 4                | 6           | 7           |  |  | 5                    | Tomáš Zíb            | Tomáš Zíb            | 7             | 6             |   |   |              |                      |              |              |              |  |
|  |                  | Martin Štěpánek      | 6                | 3           | 5           |  |  |                      |                      |                      |               |               |   |   |              |                      |              |              |              |  |

### Sezione 3
|  | Primo turno       | Primo turno          | Primo turno          | Primo turno | Primo turno |  |  | Secondo turno | Secondo turno     | Secondo turno     | Secondo turno     | Secondo turno |   |   | Ultimo turno | Ultimo turno      | Ultimo turno      | Ultimo turno | Ultimo turno |  |
|  |                   |                      |                      |             |             |  |  |               |                   |                   |                   |               |   |   |              |                   |                   |              |              |  |
|  | 3                 | Alexander Waske      | 7                    | 4           | 6           |  |  |               |                   |                   |                   |               |   |   |              |                   |                   |              |              |  |
|  |                   | Marc Bauer           | 64                   | 6           | 2           |  |  | 3             | Alexander Waske   | Alexander Waske   | Alexander Waske   |               |   |   |              |                   |                   |              |              |  |
|  | Marco Chiudinelli | Marco Chiudinelli    | Marco Chiudinelli    | 6           | 6           |  |  |               | Marco Chiudinelli | Marco Chiudinelli | Marco Chiudinelli | W-O           |   |   |              |                   |                   |              |              |  |
|  | Nicolas Dubey     | Nicolas Dubey        | Nicolas Dubey        | 3           | 1           |  |  |               |                   |                   |                   |               |   |   |              | Marco Chiudinelli | Marco Chiudinelli | 2            | 3            |  |
|  | Maximilian Abel   | Maximilian Abel      | 6                    | 3           | 7           |  |  |               |                   | 6                 | Arvind Parmar     | Arvind Parmar | 6 | 6 |              |                   |                   |              |              |  |
|  | Slimane Saoudi    | Slimane Saoudi       | 4                    | 6           | 5           |  |  |               | Maximilian Abel   | 6                 | 3                 | 4             |   |   |              |                   |                   |              |              |  |
|  | 6                 | Arvind Parmar        | Arvind Parmar        | 6           | 6           |  |  | 6             | Arvind Parmar     | 3                 | 6                 | 6             |   |   |              |                   |                   |              |              |  |
|  |                   | Benjamin-David Rufer | Benjamin-David Rufer | 4           | 4           |  |  |               |                   |                   |                   |               |   |   |              |                   |                   |              |              |  |

### Sezione 4
|  | Primo turno    | Primo turno     | Primo turno     | Primo turno | Primo turno |  |  | Secondo turno | Secondo turno   | Secondo turno   | Secondo turno | Secondo turno |   |   | Ultimo turno | Ultimo turno    | Ultimo turno | Ultimo turno | Ultimo turno |  |
|  |                |                 |                 |             |             |  |  |               |                 |                 |               |               |   |   |              |                 |              |              |              |  |
|  | 4              | Gilles Elseneer | Gilles Elseneer | 6           | 6           |  |  |               |                 |                 |               |               |   |   |              |                 |              |              |              |  |
|  |                | Michael Lammer  | Michael Lammer  | 3           | 4           |  |  | 4             | Gilles Elseneer | Gilles Elseneer | 6             | 7             |   |   |              |                 |              |              |              |  |
|  | Roman Valent   | Roman Valent    | Roman Valent    | 6           | 6           |  |  |               | Roman Valent    | Roman Valent    | 4             | 63            |   |   |              |                 |              |              |              |  |
|  | Mohammed Fetov | Mohammed Fetov  | Mohammed Fetov  | 1           | 3           |  |  |               |                 |                 |               |               |   |   | 4            | Gilles Elseneer | 63           | 7            | 6            |  |
|  | Jun Kato       | Jun Kato        | Jun Kato        | 7           | 6           |  |  |               |                 | 7               | Ivo Heuberger | 7             | 5 | 1 |              |                 |              |              |              |  |
|  | George Bastl   | George Bastl    | George Bastl    | 68          | 3           |  |  |               | Jun Kato        | Jun Kato        | 3             | 3             |   |   |              |                 |              |              |              |  |
|  | 7              | Ivo Heuberger   | 6               | 65          | 6           |  |  | 7             | Ivo Heuberger   | Ivo Heuberger   | 6             | 6             |   |   |              |                 |              |              |              |  |
|  |                | Lazar Magdincev | 3               | 7           | 3           |  |  |               |                 |                 |               |               |   |   |              |                 |              |              |              |  |